# 腕挫十字固

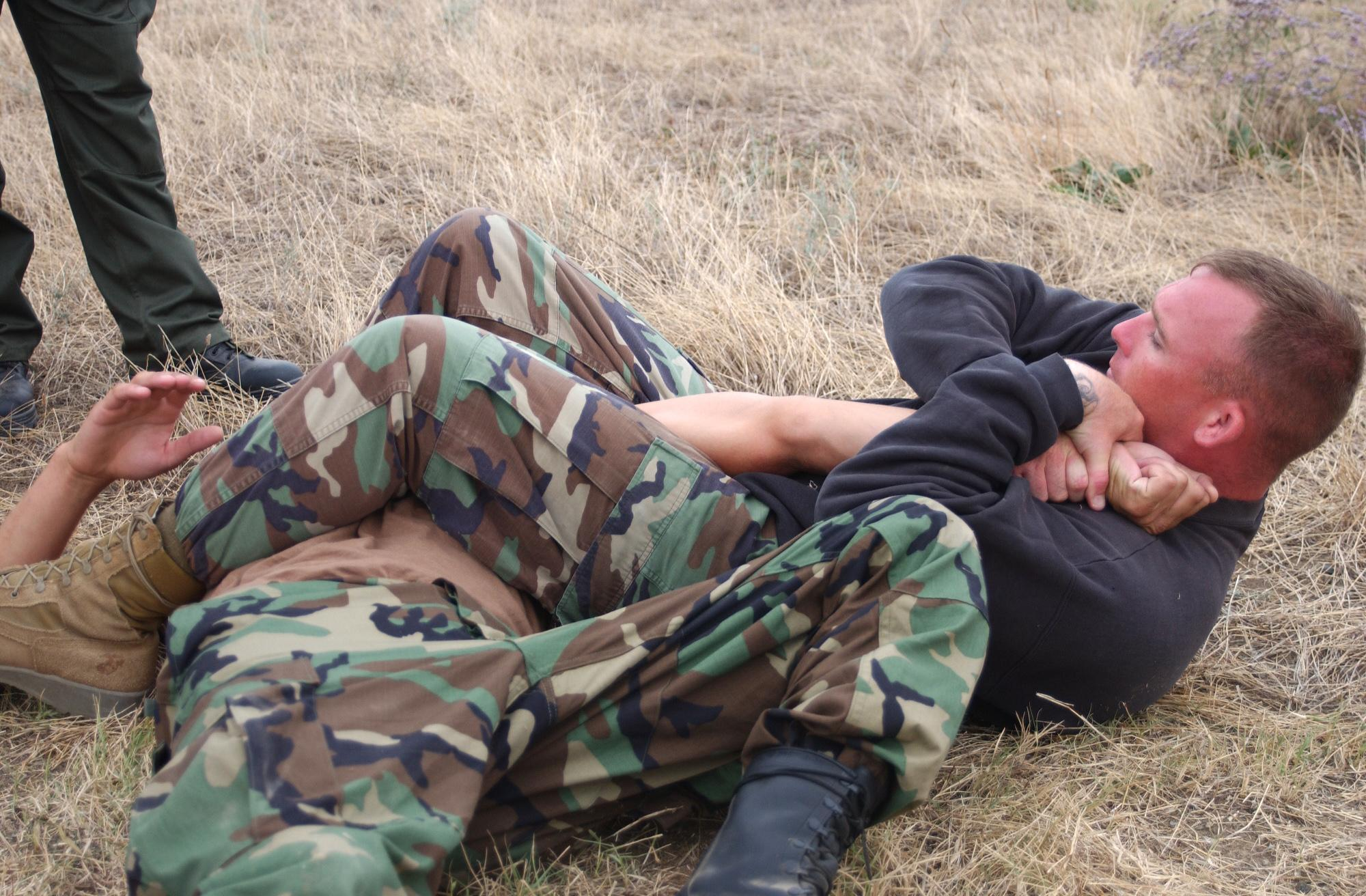
米海兵隊2等軍曹による腕挫十字固の仰向十字固の実演

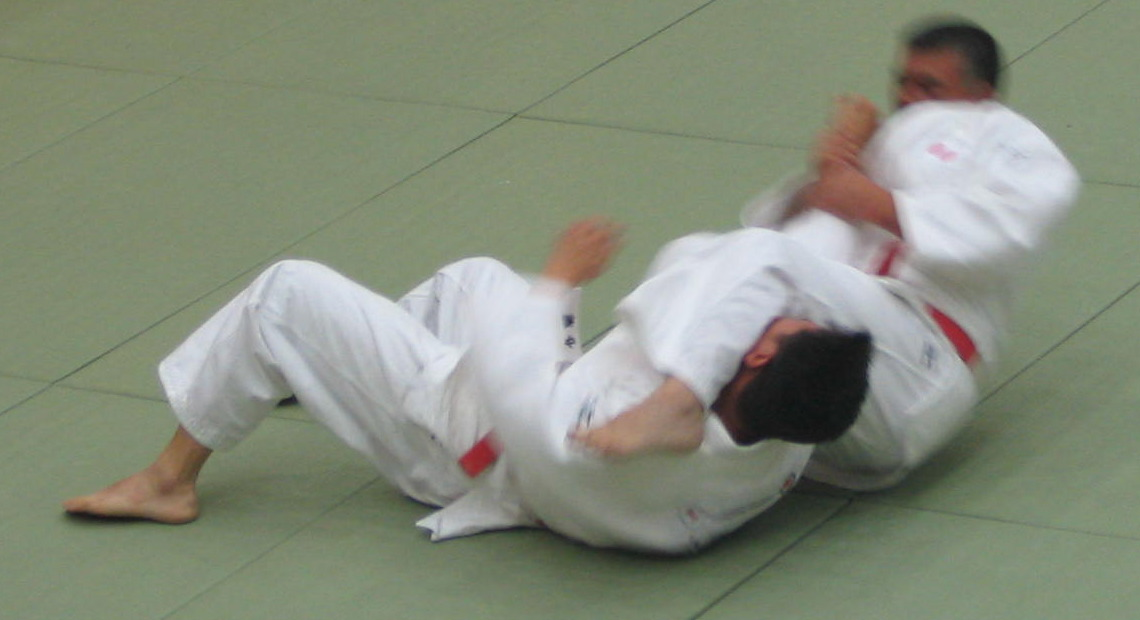
柔道形における腕挫十字固の仰向十字固

腕挫十字固（うでひしぎじゅうじがため）は、格闘技で用いられる関節技の一種である。腕に仕掛ける関節技の一種である。格闘技で最も有名で頻度多く極る関節技。講道館では関節技のひとつに数えられる。発祥は古流柔術。相手の肘関節を逆に伸ばして極める。アームロック、アームバーの一種である。柔道、柔術、サンボ、プロレス、合気道（一部道場）、総合格闘技などで使用されるほかに世界各国の軍隊などにおいても実用性が高い徒手格闘術の技として訓練されている。講道館や国際柔道連盟 (IJF) での正式名。IJFでの別正式名十字固（じゅうじがため）、U.H. juji-gatame。IJF略号JGT。別名腕十字固め（うでじゅうじがため）、十文字固（じゅうもんじがため）、十文字固腕挫（じゅうもんじがためうでくじき）、十字逆（じゅうじぎゃく）、十字固逆（じゅうじがためぎゃく）、十字（じゅうじ）。プロレスにおける別名腕ひしぎ逆十字固め（うでひしぎぎゃくじゅうじがため）。天神真楊流柔術での別名腕シギ、腕引。別表記腕挫ぎ十字固め、腕拉ぎ十字固め。

## 概要

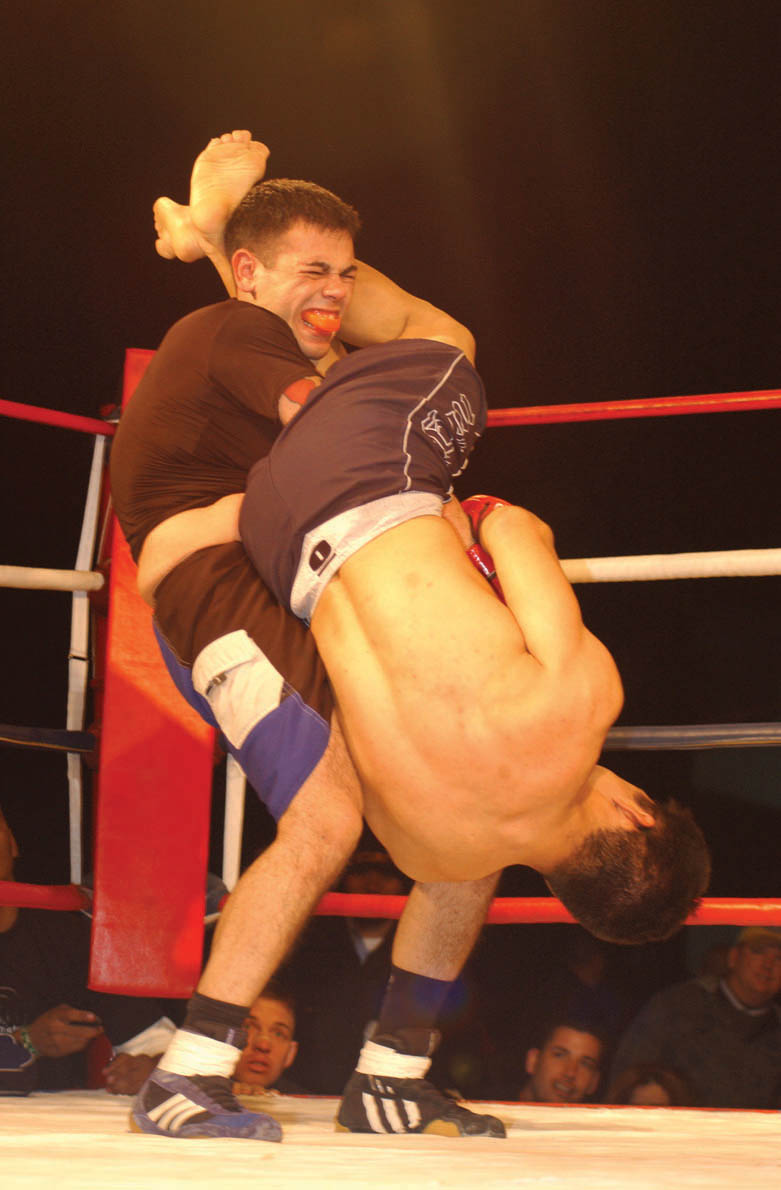
総合格闘技の試合における攻防

技をかける側は、相手の上腕部を自分の両脚で挟んで固定して同時に親指を天井に向かせる形で相手手首を掴み、自身の体に密着させる。この状態から骨盤のあたりを支点にして相手の腕を反らせると、肘関節が可動域を越えて伸ばされて極まる。受け手が肘を曲げて逃れようとしても、かけ手の背筋力のほうがはるかに強いため、1度腕が伸びてしまえば体格差があっても技を外すことは不可能に近い。脚に力を込めて相手の頭部と腕を締め上げるように極めるとさらに外れにくくなる。そのまま力を加えるとヒジからバリバリ音がして靭帯を痛めたり、断裂したりする。肘は過伸展だけではあまり脱臼しないため肘脱臼することは少ないが、かける際の体重負荷により肩を脱臼することがある。その一方で、手加減しやすいため、比較的安全な部類の技ともいえる。また、応用範囲が非常に広く、熟練者同士でも極まりうる奥の深い技と言える。
総合格闘技やブラジリアン柔術などでは裸絞と並んで最もポピュラーな技である。柔道の講道館に対抗した寝技が優れていた不遷流柔術の田辺又右衛門の得意技であった。また、腕挫十字固は柔道形にある基本の1つにもなっている。ロシアの柔道家がロシアの国技であるサンボの技術を柔道に逆輸入的に取り入れて柔道の寝技技術の向上に一役買っていた。
IJFワールド柔道ツアーの一本での決まり技頻度は、2016年と2017年、ともに2位である。関節技ではともに1位である。
基本形は両者仰向けで極める仰向十字固（あおむけじゅうじがため）。

## 変化

### 裏十字固め

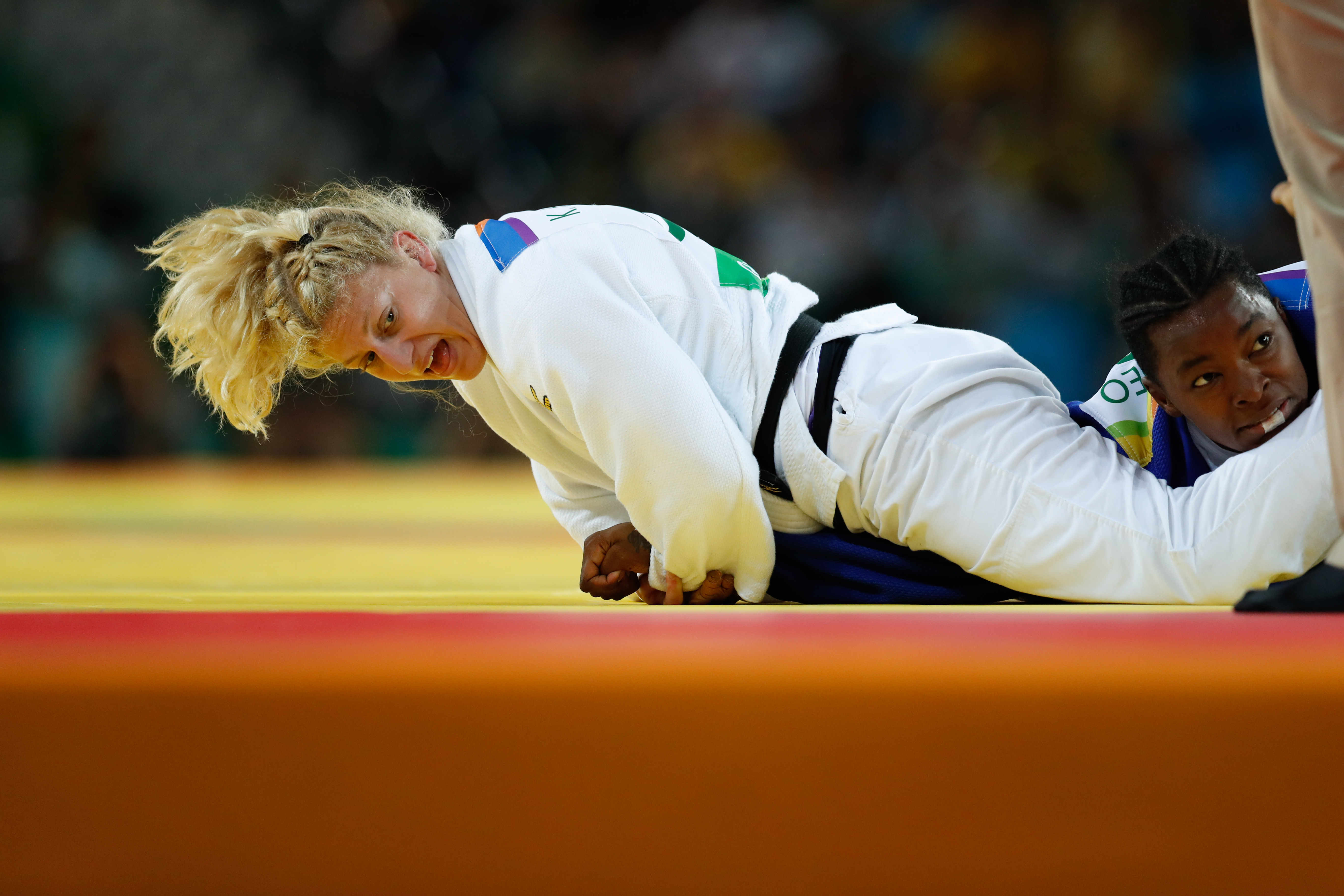
2016年リオデジャネイロオリンピック決勝戦で裏十字固めを極めて優勝したケイラ・ハリソン

裏十字固め（うらじゅうじがため）は両者うつ伏せでの腕挫十字固。別名逆十字（ぎゃくじゅうじ）、腹這十字固（はらばいじゅうじがため）。

### 寝た状態から
片腕と同時に相手の片脚を一緒に抱え込んで極める場合もある。相手は暴れづらくなり逃げにくくなる。2018年からIJFルールでは過度に相手の脚を伸ばすと「待て」および「指導」となる。

#### 上腕挫十字固
上腕挫十字固（かみうでひしぎじゅうじがため）はマウントポジションを取った状態から相手に覆いかぶさるように仕掛けようとする腕の側にずれるように移動し、同時に体の向きを相手の腕を中心に90度回転させて移動する方向の脚を相手の首に掛ける腕挫十字固。

#### 上四方入り
柔道の上四方固めの体勢から仕掛ける。上腕挫十字固と逆の挙動をとる。

#### 横四方入り
柔道の横四方固（サイドポジション）の体勢から仕掛ける。片脚を相手にかけて後方へと倒れこむように極める。最初に脚を相手の頭に掛けるか胴体に掛けるかは術者により異なる。

#### 逆十字固逆

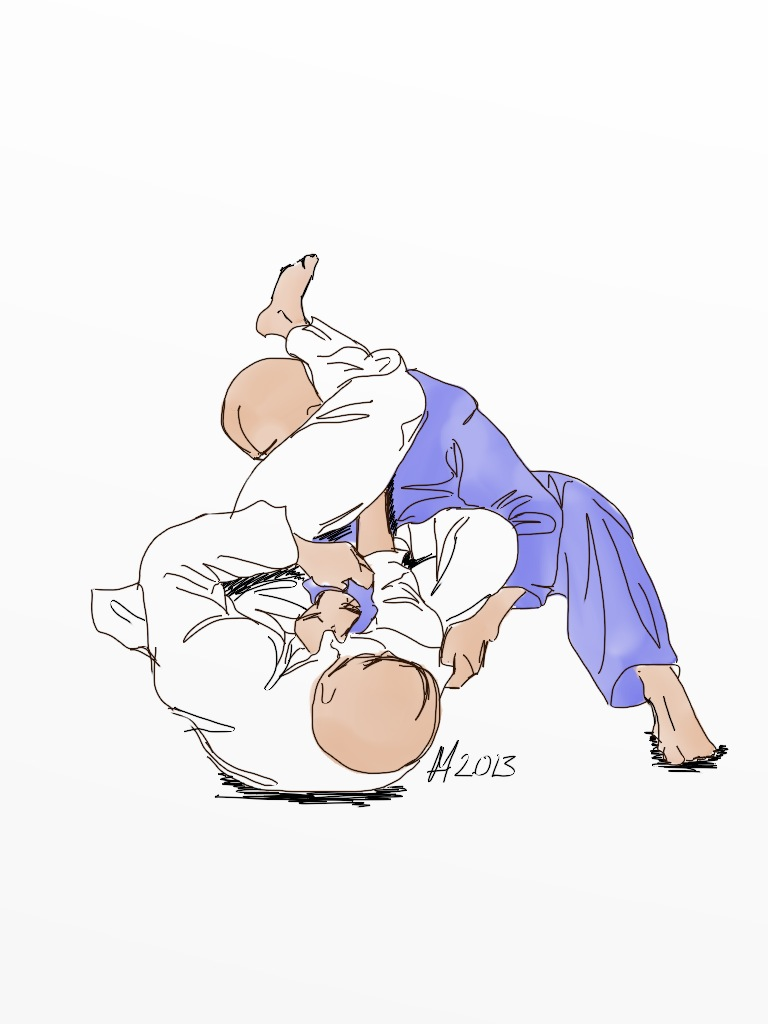
白によるガードポジションからの腕挫十字固のイラスト

逆十字固逆（ぎゃくじゅうじがためぎゃく）はガードポジションから仕掛ける腕挫十字固。脚で相手の首を刈り転がして極めるものと自らが相手にもぐりこむように回転して、うつ伏せの状態で極めるものも有る。映画『柔道の真髄 三船十段』での仰向けのまま極める場合の名称仰向形腕挫（あおむけがたうでくじき）、腕挫三角固から三角を解いて極めた場合の名称三角固腕挫（さんかくがためうでくじき）。

#### 横転固
横転固（おうてんがため）は四つんばいの受への腕挫十字固。四つんばいの受の背後から右脚を受の右腰に掛け、右腕を受の右腋を通して受の右腕をとる。左足で床を蹴って前転し受を横転させ、両者仰向けになって腕挫十字固にとる。

#### 腹刈り回転十字固め
腹刈り回転十字固め（はらかりかいてんじゅうじがため）は四つん這いの相手に相手の後襟と後帯を取り相手の横に前転しての腕挫十字固。四つん這いの相手に相手の頭部側を向いて跨り左手で相手の後襟を、右手で相手の後帯を取り左足で床を蹴って相手の右側に前転し右脚で相手の腹を刈って持ち上げ相手を相手の右に横転させ仰向けにし、左脚で相手の顔を抑え、相手の右腕に腕挫十字固を掛ける。

#### 股裂き膝裏固めへの返し技
股裂き膝裏固めは腕挫十字固で返されることがある。右脚にカーフスライサーを掛けられた者は左脚で相手の顔を抑え、両手で自らの右足を掴んでいる相手の右腕を掴み背筋力で引き離し伸ばし、相手の右腕を腕挫十字固に取る。

#### ディスアーマー
ディスアーマー (Dis-arm-her) はうつ伏せ状態の相手に対し、その片腕を捕らえながら外側を向いて両脚で挟み跨がるように腰を下ろし、上体を起こして後方へ体重を掛けながらの腕挫十字固。相手は腕挫腋固の基本形のような形となる。プロレスラー ベッキー・リンチは自身で「ディスアーマー」と呼んでいる。

#### 浮固のエッキー固から
抑込技浮固の基本形であるエッキー固の上から相手が両腕の組みや手前の手の上衣掴みを外したらただちに上体を倒して腕挫十字固に捕える。柔道では抑込一本か関節技一本かの王手飛車取り、ダブルアタックの形である。

### 立った状態から
2018年からIJFルールでは両者立ち姿勢からの関節技は禁止になったので極めるのは困難になった。

#### 飛びつき十字固め
飛びつき十字固め（とびつきじゅうじがため）は正面に組み合った状態から勢いよく飛び上がり、片脚を相手の腋の下で、もう片脚を首を刈るように振り上げて、ぶら下がるように自体重で相手の体を「く」の字状にして勢いを利用して回転し極める腕挫十字固。術者によっては相手を回転させず、うつ伏せに極める。佐藤ルミナは体側の脚を折りたたんでコンパクトに入る。ケンドー・カシンは回転と同時に相手の脚を取ることもある。第一回東京大学対京都大学の対抗戦で東京大学の加藤啓道が鮮やかに決めたと高専柔道四高出身で東大の中堅だった星崎治名が述べている。星崎治名によると四高のコーチだった三船久蔵が逆十字固逆を改良して仕上げた技。別名かに挟み逆（かにばさみぎゃく）。

#### 腹刈り十字固め
腹刈り十字固め（はらかりじゅうじがため）は相手を引き込んで前かがみにさせて横から腕をまたぎそのまま同体となって相手の頭側に回転して十字固めに極める。回転時に脚を相手の股に入れるなどして回転を促すことが多い。術者によってバリエーションに富み、中邑真輔は相手の背中に圧し掛かる様に回転する他にヴォルク・ハンは手首の関節を極めて強制的に前かがみの体勢を作る。田中稔はミノル・スペシャルの名称で使用しており、相手が直立の状態からスピーディーに入って仕掛ける。2018年以降もどちらかが膝をついているなどIJFルールでも使用できることがある。

#### 首刈り十字固め
首刈り十字固め（くびかりじゅうじがため）は腹刈り十字固めのように相手を前かがみにした後に相手の頭をまたぐようにして前転と同時に頭を刈り十字固に極める。前転しないで横転し、相手を首を刈って後方に倒して極める方法もある。2018年以降もどちらかが膝をついているなどIJFルールでも使用できることがある。

#### ビクトル式
側面から後方へと相手の肩に跳びつき肩車に近い体勢になり前方回転して腕挫十字固を極める。サンボの第一人者であるビクトル古賀が由来。

#### 巴十字
巴十字（ともえじゅうじ）は巴投からの腕挫十字固である。元々、巴投は腕挫十字固との相性が良く、投げで一本にならなかった際に連絡技として使われる事が多い。巴十字は巴投を仕掛けると見せかけて相手の膝に足を当て、そのまま引きずり込む様に裏十字を掛ける。背中をついてから動きが一度止まったあとなら、腕挫十字固をしかける方法は2018年以降もIJFルールで使用できる。

##### 旋回式腕十字
旋回式腕十字（せんかいしきうでじゅうじ）は引きずり込んで跨ぐのと違い、飛びつき式の要領で脚を旋回させる巴十字。別名片足肩回転十字固め（かたあしかたかいてんじゅうじがため）。

##### 片足落とし十字固め
片足落とし十字固め（かたあしおとしじゅうじがため）は取の釣り手側の足を受の腰に当てて取の釣り手側の脚を伸ばしての巴投から受が空中にいるとき、引手を釣り手側に引いて受が仰向けになるように回し引手側の脚で受の首を刈っての両者仰向けでの巴十字。

##### ビクトル落とし十字固め
ビクトル落とし十字固め（ビクトルおとしじゅうじがため）は取の釣り手側の足を受の腰に当てて引込み、背中をついたら両足を受の腰に当てて受を持ち上げ、受が仰向けになるように引手側の脚で受の首を刈って回しての両者仰向けでの巴十字。

#### 雪崩式十字固
雪崩式十字固（なだれしきじゅうじがため）はプロレスにおける腕挫十字固。コーナー最上段に相手を乗せたあと勢いをつけてポストを駆け上り、前述の正面跳び式で跳びつき、そのままマットに倒れ込み、雪崩式に腕ひしぎ逆十字固めを極める。

## 分類と名称
国際柔道連盟では「十字固」のみが正式名称だったが、のちに「U.H. juji-gatame」や講道館での正式名「腕挫十字固」が正式名称に加わる。しかしながら、日本以外ではそれ以降もほとんど「十字固」と呼ばれている。
「腕ひしぎ逆十字固め」はワールドプロレスリングで実況を担当していた古舘伊知郎が用いたことにより、広まった呼称だが関節を極めることを「逆（関節）を取る」と言うことによる影響とも言われている。古流柔術や高専柔道では「十字逆」の呼称が用いられた。柔道家の川石酒造之助は自著で裏十字固めのことを「逆十字」と呼んでいる。
英語圏においては柔道以外では「アームバー」とほぼ呼ばれているが、腕挫腕固など他の腕を伸ばすアームロックやプロレスの締め技アームバーにもこの名称は使われる。なお、ストレート・アームバーといえば、こちらは腕緘の一種で別の技である。
うつ伏せの状態の相手に、この技を極めた状態を「裏十字固め」と呼ぶこともあるが、プロレスにおいては三沢光晴がビッグバン・ベイダーに、この技を繰り出した時に「裏十字固め」の名称を使用。
両腕への腕挫十字固に見えるダブルアームバーは腕挫膝固に分類される。